# Akihiko
Akihiko (あきひこ) est un prénom japonais masculin.

## Personnalités
Akihiko est une personnalité plutôt froide et sans cœur, souvent utilisée dans les animes dans le rôle du méchant comme dans Sword Art Online où le prodigieux Akihiko Kayaba est le méchant de la saison 1.